# سده ۳۷ (پیش از میلاد)

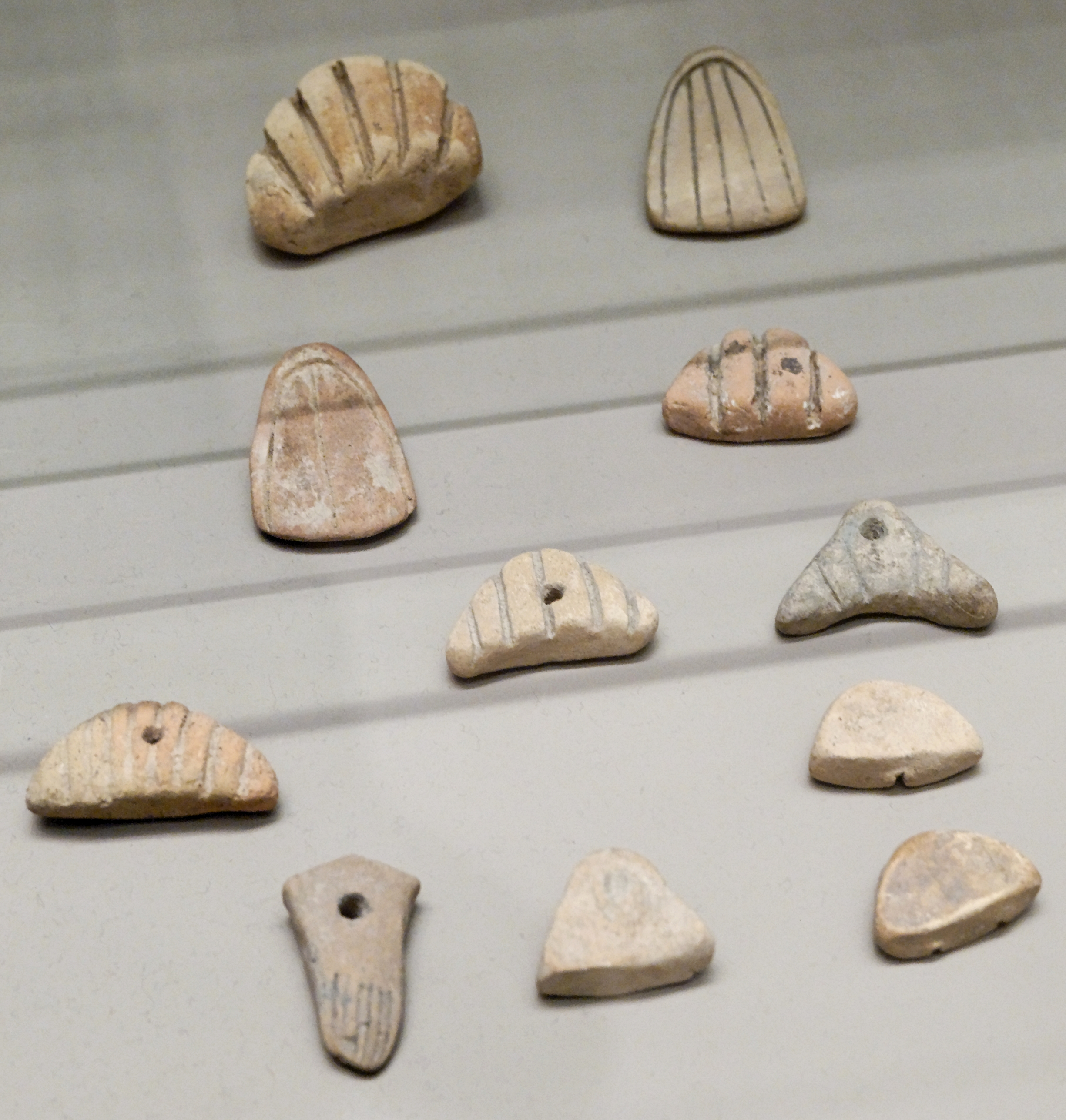
ژتون های سفالی کشف شده مربوط به شهر باستانی شوش، در موزه لوور

(سده سی‌وهشتم پ.م. - سده سی‌وهفتم پیش از میلاد مسیح - سده سی‌وششم پ.م. - سده‌های دیگر)
قرن سی و هفتم پیش از میلاد، قرنی بود که از سال ۳۷۰۰ پیش از میلاد تا ۳۶۰۱ پیش از میلاد ادامه یافت.

## رخدادها
- آغاز فرهنگ نقاده در مصر باستان
- آغاز دوره نخست تمدن مینوسی در کرت
- در جنوب انگلستان، گسترش سریع ساخت بناهای یادبود حدود ۳۷۰۰ سال قبل از میلاد رخ داد.[۱]
- در شهر اوروک، در جنوب بین‌النهرین، گروه‌هایی از توکن‌ها که نمایانگر معاملات تجاری بودند، در گوی‌های گلی توخالی محصور شده و در بایگانی‌ها نگهداری می‌شدند.[۱]
- فرهنگ مایکوپ، یک فرهنگ باستان‌شناسی مهم عصر برنز در منطقه قفقاز غربی در جنوب روسیه، حدود ۳۷۰۰ سال پیش از میلاد آغاز شد.[۱]
- تمدن دره سند در جنوب آسیا (۳۷۰۰ سال قبل از میلاد).[۱]

## چهره‌های سرشناس
- شیث پسر آدم و حوا (برپایه گاهشماری یهودی)